# Gefäßförderung

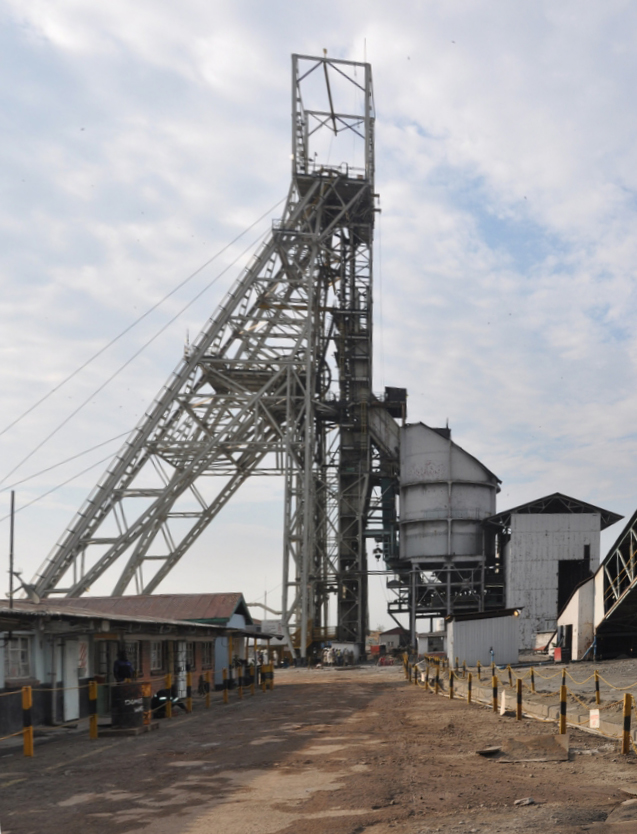
Fördergerüst eines Saigerschachtes mit Bodenentleerer-Skip

Mit Gefäß- oder Skipförderung wird eine Schachtförderungsart im Bergbau beschrieben. Dabei wird das Haufwerk in besondere, am Förderseil hängende Schachtfördergefäße gestürzt und mit diesen ohne Förderwagen zutage gefördert. Die Schachtfördergefäße sind über ein sogenanntes Zwischengeschirr mit dem Förderseil verbunden. Unter den Gefäßen ist bei Koepeförderung das Unterseil als Lastausgleich angebracht.

## Grundlagen und Geschichte
Die Gefäßförderung wurde bereits im 16. Jahrhundert mit einfachen Fördergefäßen, wie z. B. Bulgen aus Leder im damaligen Bergbau durchgeführt. Im Laufe der Jahre veränderten sich die Formen der Fördergefäße, so wurden Fördertonnen oder Förderkübel bei dieser früheren Form der Gefäßförderung eingesetzt. Als Fördermaschine diente entweder ein handbetriebener Haspel oder ein Göpel. Die Fördergefäße wurden im Füllort von den Füllern beladen und vom Anschläger mittels einer Zwieselkette an das Förderseil angeschlagen. Die befüllten Gefäße wurden anschließend mit dem Haspel oder dem Göpel durch den Schacht bis zur Hängebank gefördert. Dort wurden die Fördergefäße von über Tage arbeitenden Bergleuten, den Stürzern, auf der Hängebank ausgeschüttet. Dieser Stürzvorgang war für die im Füllort stehenden Bergleute sehr gefährlich, denn es kam immer wieder mal vor, dass einzelne Steine von der Hängebank in den Schacht fielen und die Bergleute im Füllort schwer verletzen konnte. Um dieses zu verhindern, wurden die Schachtöffnungen über Tage mit Rollbrücken oder Schiebetüren verschlossen. Nachteilig war bei dieser Form der Gefäßförderung auch, dass die Förderpausen, die insbesondere beim Befüllen und Entladen größerer Fördergefäße, viel Zeit beanspruchten. Man ging deshalb in vielen Bergrevieren dazu über, die für die Streckenförderung genutzten Hunte auf Gestelle zu schieben und so das Fördergut zu heben. Insbesondere im Steinkohlenbergbau wurde anstelle der Gefäßförderung die Gestellförderung angewendet. Im afrikanischen Bergbau wurde bereits Anfang des 20. Jahrhunderts die Gefäßförderung mit neu entwickelten Fördergefäßen, die maschinell be- und entladen wurden, durchgeführt. Im europäischen Bergbau wurde diese neue Form der Gefäßförderung zunächst nur sehr langsam eingeführt, erst im Laufe der ersten Hälfte des 20. Jahrhunderts wurde die Gefäßförderung verstärkt im europäischen Bergbau eingesetzt.

## Moderne Gefäßförderung
Moderne Schachtförderanlagen werden für die Förderung der Produkte mit Gefäßförderungen ausgestattet. Skips haben gegenüber Förderkörben den Vorteil eines besseren Nutz-/Totlastverhältnisses, da die Förderwagen nicht mitgehoben werden müssen. Außerdem ist die Volumenausnutzung wesentlich besser. Weil keine Förderwagen gefördert werden, ist es nicht notwendig, Mindestbreiten und -längen einzuhalten. Dadurch können Skips sehr schmal und lang ausgeführt werden, was den Wetterwiderstand verringert und die Schachtscheibe besser ausnutzt. Hinzu kommt, dass bei Gefäßförderung eine wesentlich kleinere Bedienmannschaft erforderlich ist als bei der Gestellförderung. Nachteilig ist die eingeschränkte Vielseitigkeit der Skips. Selektive Förderung von Gut und Bergen ist kaum möglich, Seilfahrt und Materialförderung sind erschwert bzw. unmöglich.

### Gefäßtypen

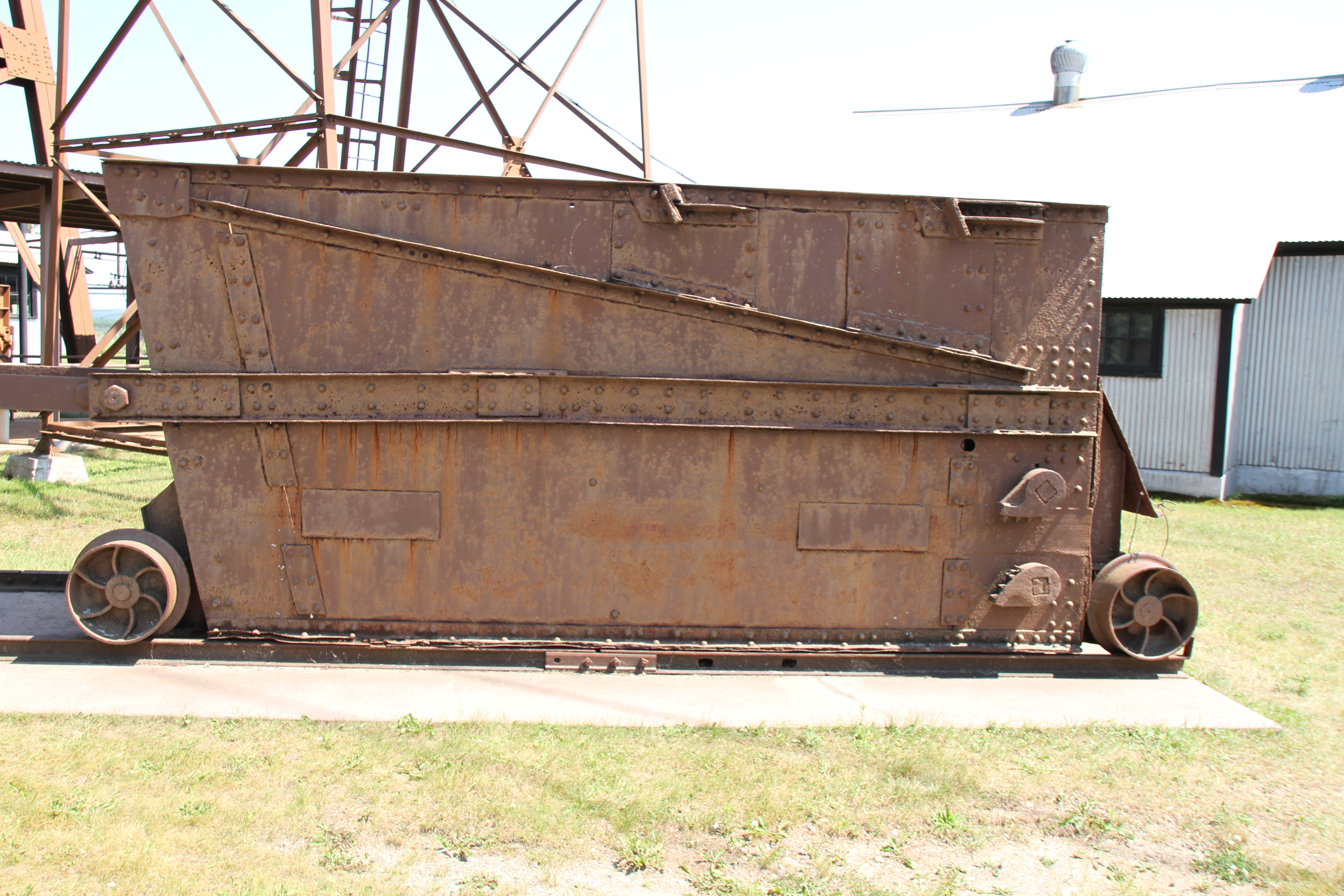
Skip für einen tonnlägigen Schacht

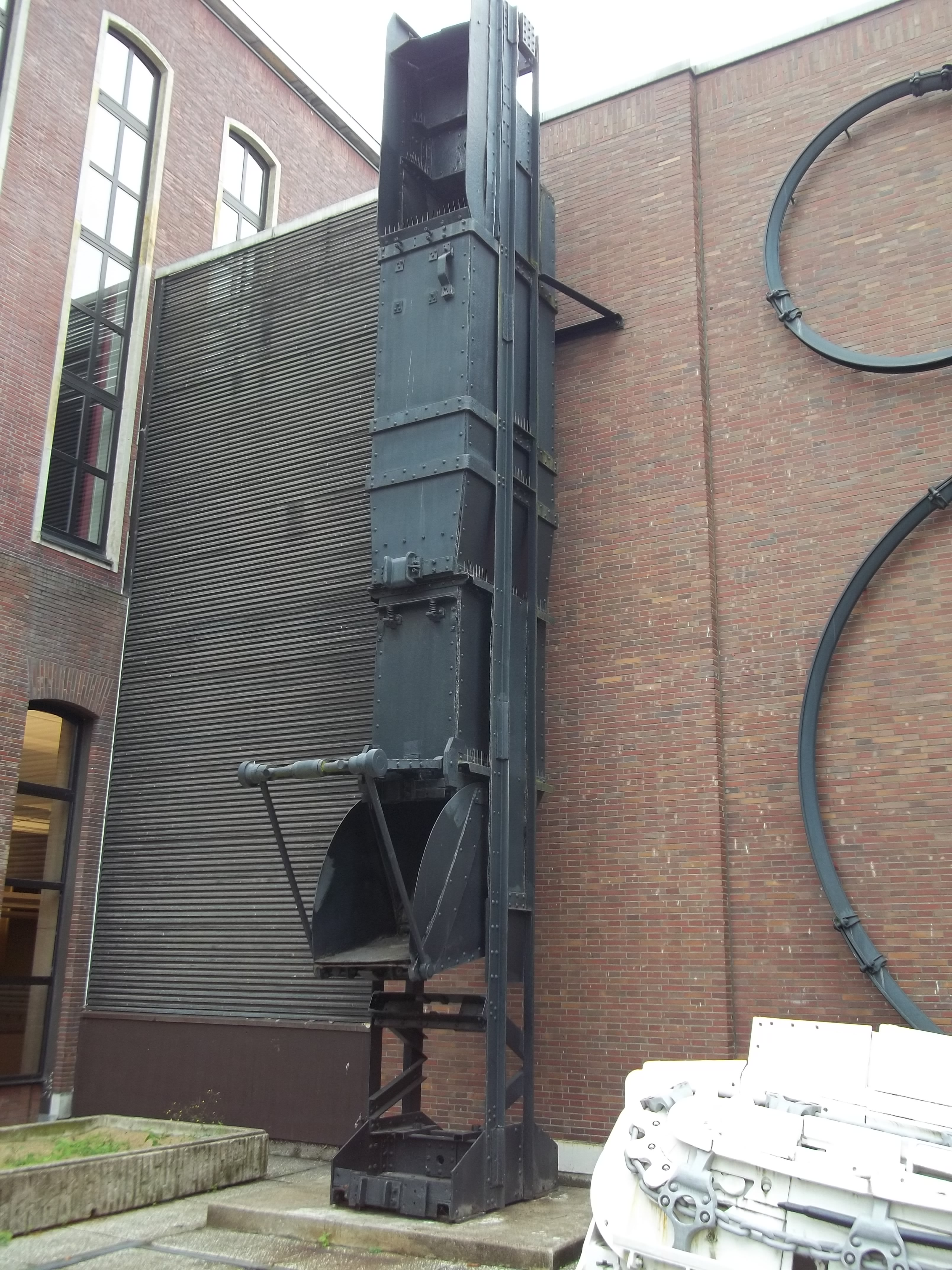
Bodenentleerer-Skip für einen saigeren Schacht

Die Gefäße werden auch „Skips“ genannt. Skips eignen sich besonders für sehr große, gleichförmige Förderströme. Es gibt zwei Arten von Skips – die Kippkübel und die Bodenentleerer.
Kippkübel sind die ältere Bauart und kommen vor allem bei Trommelförderung zum Einsatz. Sie sind am besten für tonnlägige Schächte geeignet. Hier laufen die Gefäße mit Rädern auf Schienen. Sie werden von oben befüllt und durch Kippen auch wieder durch dieselbe Öffnung entladen. Dafür muss das Gefäß über eine Entladestation nach vorne gekippt und somit entladen werden. Im Prinzip kann man ein Kippentleerer auch als eine geführte Fördertonne betrachten.
Bodenentleerer eignen sich vor allem für saigere Schächte. Sie werden ebenso im Schacht geführt wie Förderkörbe. Sie werden von oben befüllt und durch den Boden oder die Seite entleert. Erreicht das Skip die Hängebank, so wird durch einen Mechanismus der Bodenverschluss geöffnet und das Gefäß entleert sich selbsttätig durch Herausrutschen des Fördergutes. Die Skips können bis zu 17 Meter hoch, 3,50 Meter lang und 2 Meter breit sein. Mit einer Geschwindigkeit von bis zu 20 m/s fahren zwei Skips – je nach Teufe – bis zu 30 Mal in der Stunde durch den Schacht von der Hängebank zum Füllort und zurück, wenn das eine Skip unten ist, ist das andere oben.

### Einsatz
Mit einer Gefäßförderung ausgestattete Schächte dienen in der Regel ausschließlich der Förderung. Das Fördergut wird mit der Streckenförderung zum Füllort gefördert und dort in einem Bunker gesammelt. Aus diesem wird dann automatisch eine Messtasche befüllt. Sobald das leere Gefäß vor der Messtasche steht, wird der Messtascheninhalt in das Fördergefäß gefüllt. Für Mannschaftsfahrung existieren Skips mit mehreren Einlegeböden, die das Skip in mehrere Seilfahrtsetagen unterteilen. Die Umrüstung vor jeder Seilfahrt ist relativ aufwendig, so dass heute meist darauf verzichtet wird und die Seilfahrt auf einer anderen Förderanlage im selben Schacht oder aber gleich in einem anderen Schacht stattfindet. Dies hat auch den Vorteil, dass die Förderunterbrechungen durch die Seilfahrten entfallen. Durch die Gefäßförderung wird, im Zusammenspiel mit entsprechenden Bunkern, eine weitgehende Unabhängigkeit zwischen Hauerleistung, Streckenförderung und Schachtförderung erreicht.

## Förderleistung
Die Förderleistung einer Gefäßförderung hängt von mehreren Faktoren ab. So wird die Förderleistung von der Teufe, der Nutzlast, der Fördergeschwindigkeit, der Länge der Sturzpausen und der Beschleunigung und Verzögerung des Fördermittels, wesentlich beeinflusst. Um die Förderleistung zu steigern, kann man im Wesentlichen die Nutzlast steigern, die Fördergeschwindigkeit erhöhen und die Sturzpause verringern. Insbesondere durch die Steigerung der Nutzlast konnte die Förderleistung deutlich erhöht werden. Mit den ersten Fördergefäßen konnten man maximal bis zu 0,5 Tonnen heben. Eine weitere Steigerung der Nutzlast hätte bei diesen Gefäßen deutlich längere Sturzpausen nach sich gezogen. Moderne Fördergefäße haben ein Fassungsvermögen von über 30 Tonnen, was dem Rauminhalt eines normalen Eisenbahn-Waggons entspricht. Es gibt mittlerweile schon Gefäße mit einer Nutzlast von 50 Tonnen. Nachteilig ist bei diesen großen Fördergefäßen die hohe Be- und Entladezeit. Diese liegt bei modernen Gefäßförderungen, unter optimalen Bedingungen, bei einer Sekunde pro Tonne Nutzlast. Die Fördergeschwindigkeit wurde seit dem Anfang des 19. Jahrhunderts bis zum Ende desselben Jahrhunderts von 2 Meter pro Sekunde auf 20 Meter pro Sekunde gesteigert. Fördergeschwindigkeit und Nutzlast müssen gut aufeinander abgestimmt sein, um stets die passende Geschwindigkeit und die passende Nutzlast bei der jeweiligen Teufe zu haben. So werden mit modernen Gefäßförderungen bis zu 1000 Tonnen Kohle, Erz, Salz oder Berge in der Stunde gefördert.